# Piscinas de Huaqing
Las piscinas de Huaqing, o las fuentes termales de Huaqing, son un complejo de aguas termales ubicado en un área caracterizada por un clima templado y vistas panorámicas al pie de la ladera norte del monte Li, uno de los tres picos principales de la Cordillera Qin. Las aguas termales de Huaqing se encuentran a unos 25 km al este de Xi'an (la posterior Chang'an, la capital occidental de la dinastía Tang), en la provincia de Shaanxi, China.

## Historia
El manantial usa el calentamiento geotérmico local y presenta una larga historia de uso documentada desde alrededor de 1000 a. C., habiendo servido como ubicación para varios palacetes sucesivos construidos durante varios reinados, incluido el rey You de la dinastía Zhou, Qin Shi Huang de la dinastía Qin, y una ampliación de Wu Han de la dinastía Han.
Bajo los emperadores de la dinastía Tang Taizong y Xuanzong, fue de nuevo ampliado y el segundo reconstruyó la estructura en 723 como parte del Palacio Huaqing (華清宮), siendo famoso como el supuesto escenario del romance de Xuanzong con su consorte Yang Guifei. Sin embargo, durante los eventos asociados con la rebelión de An Lushan, el sitio sufrió daños considerables. Sin embargo, el legado histórico de las piscinas de Huaqing ha recibido una conmemoración duradera, como en la siguiente mención del romance imperial en el poema Canción del arrepentimiento eterno de Bai Juyi:
En un frío día de primavera, él le otorgó el honor de bañarse con él en las piscinas de Huaqing,
según la leyenda, esta es la piscina que usaron Yang Guifei y el emperador.
Las aguas de las aguas termales eran suaves y bañaban su piel blanca pálida.
Las doncellas de palacio la ayudaron a salir de la piscina, porque estaba demasiado delicada y le faltaban fuerzas.
Fue entonces cuando comenzó a recibir los avances del emperador.
Este sitio también fue escenario del Incidente de Xi'an de 1936, cuando Chiang Kai-shek fue secuestrado por el ex señor de la guerra Zhang Xueliang y obligado a participar en un Frente Unido con el Partido Comunista Chino para oponerse a la invasión japonesa de China.

## Actualmente
Las piscinas de Huaqing son desde finales del siglo XX un importante lugar turístico, clasificado como un área escénica AAAAA por la Administración Nacional de Turismo de China.

## Galería

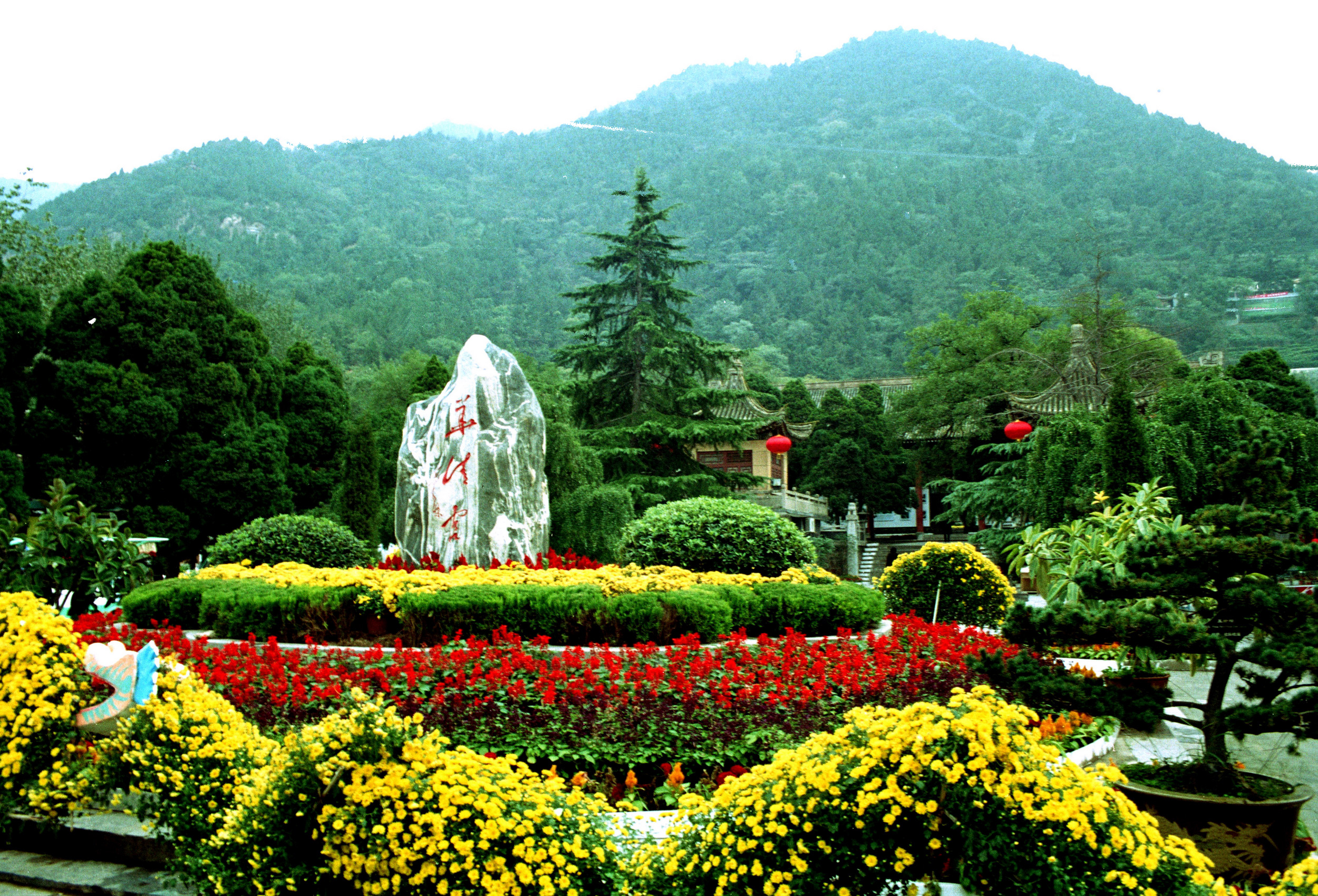
Una vista del Palacio de Huaqing, cerca de la piscina de Huaqing.
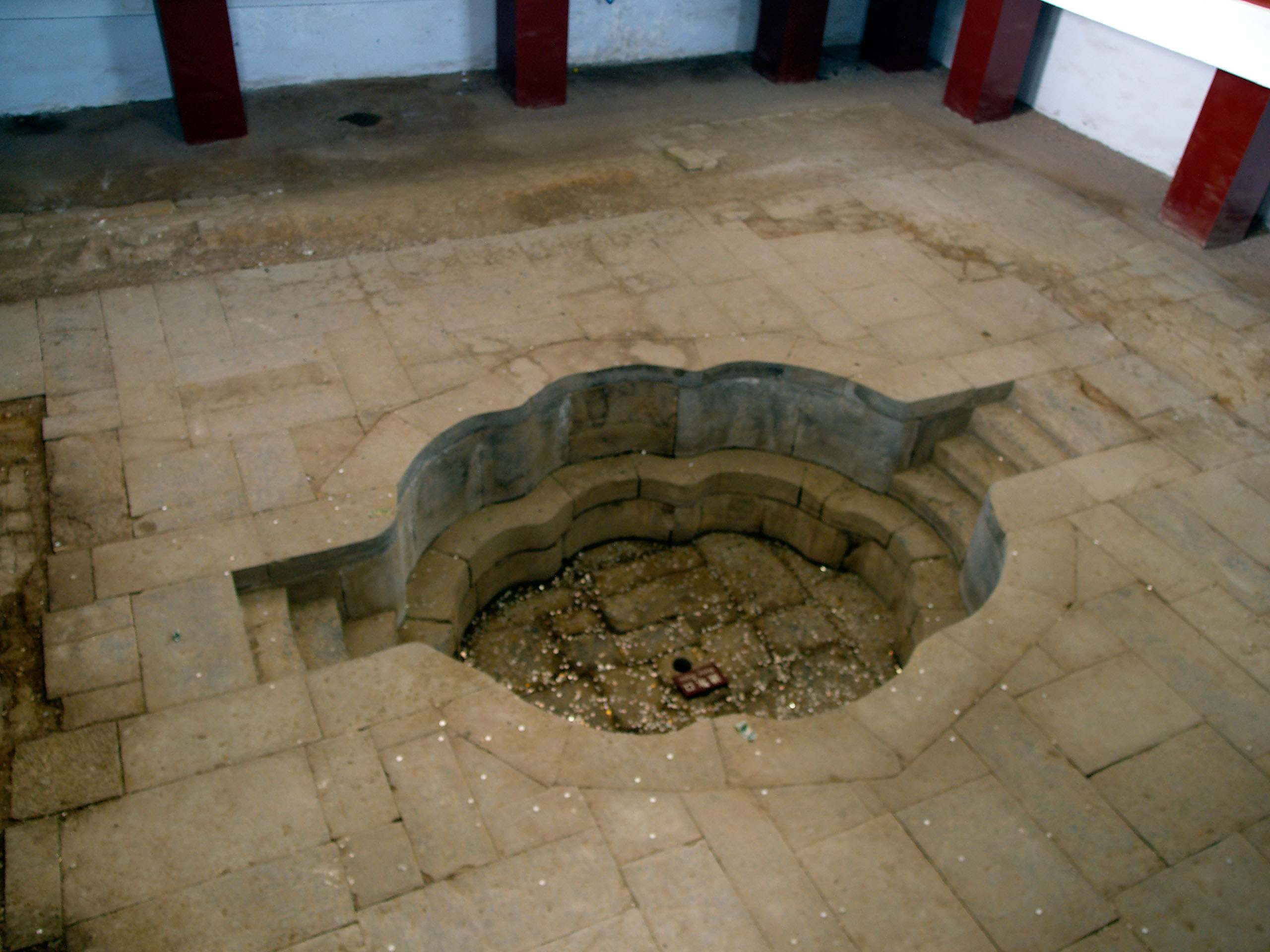
Estanque Guifei (貴妃湯).
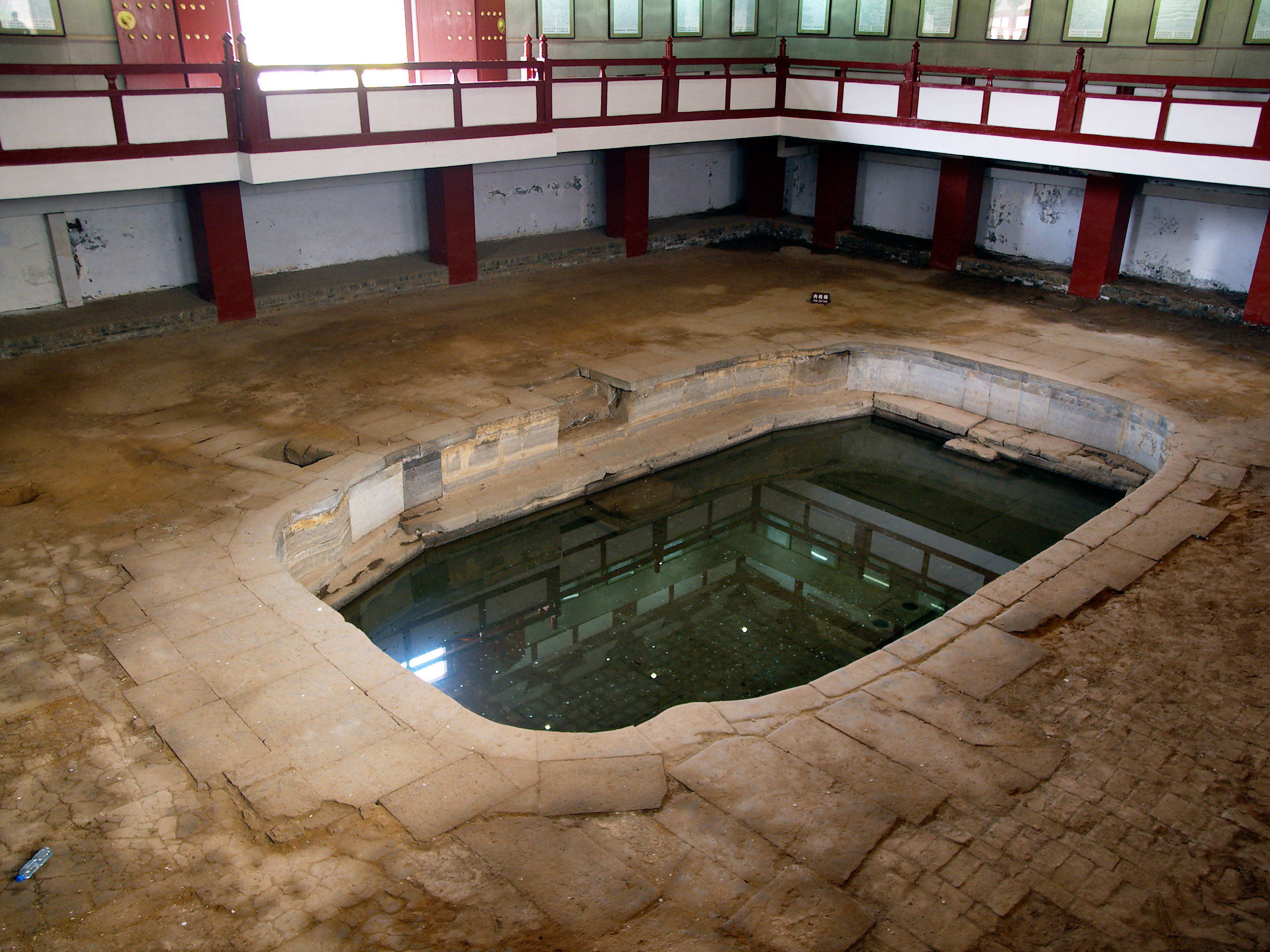
Estanque de Lianhua (蓮花湯).
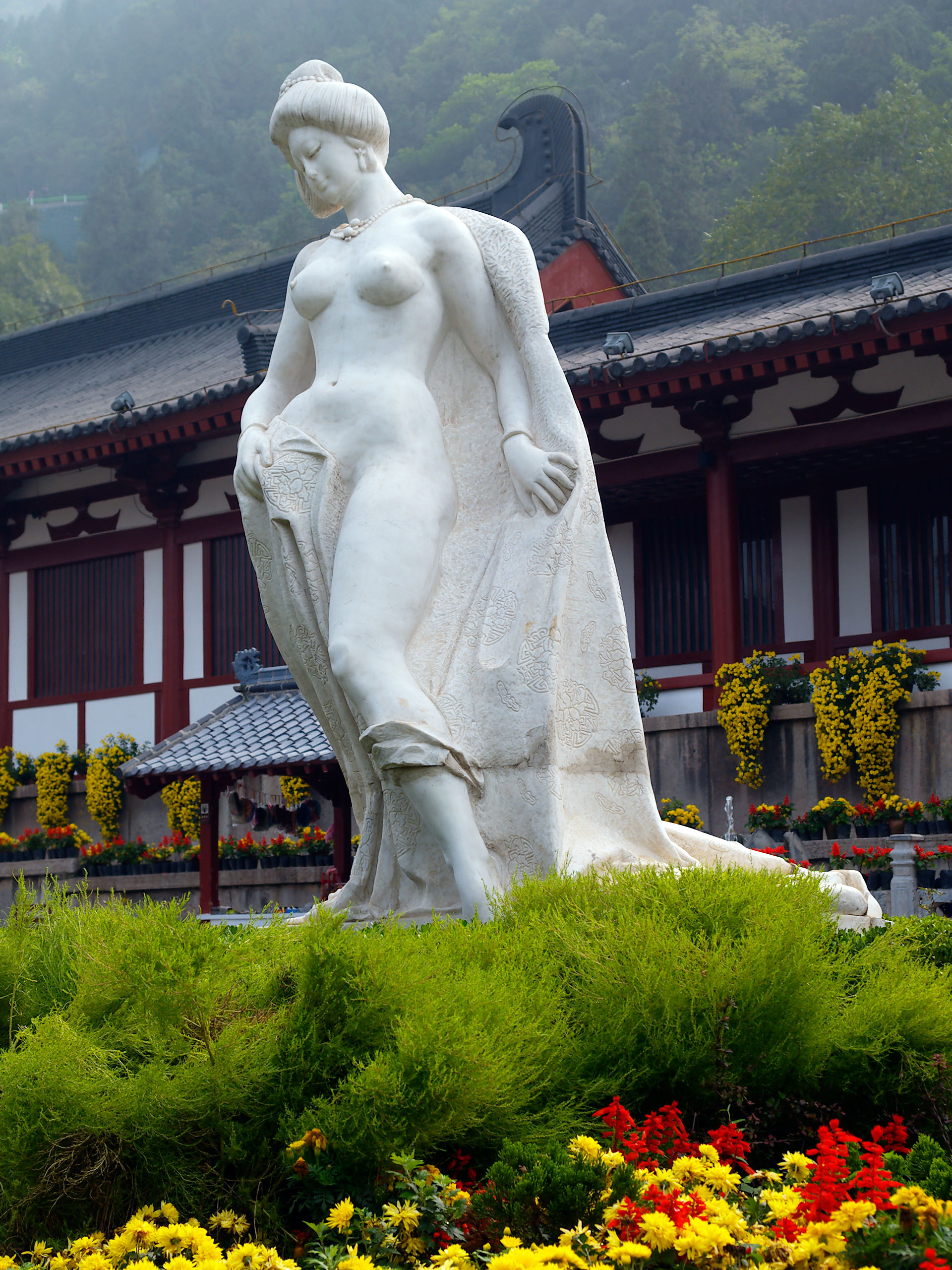
Estatua moderna de Yang Guifei.
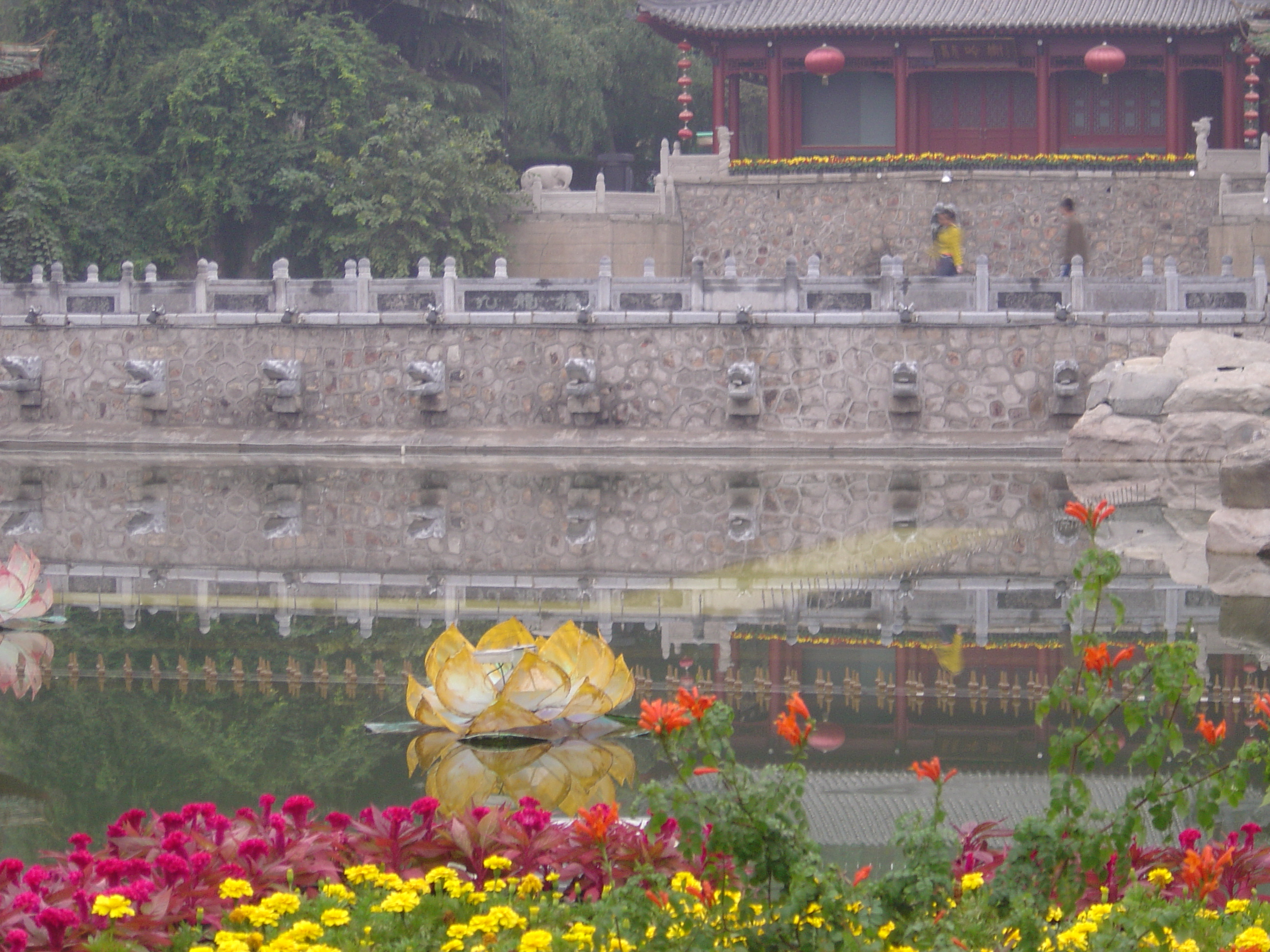
Piscina Huaqing con loto artificial.
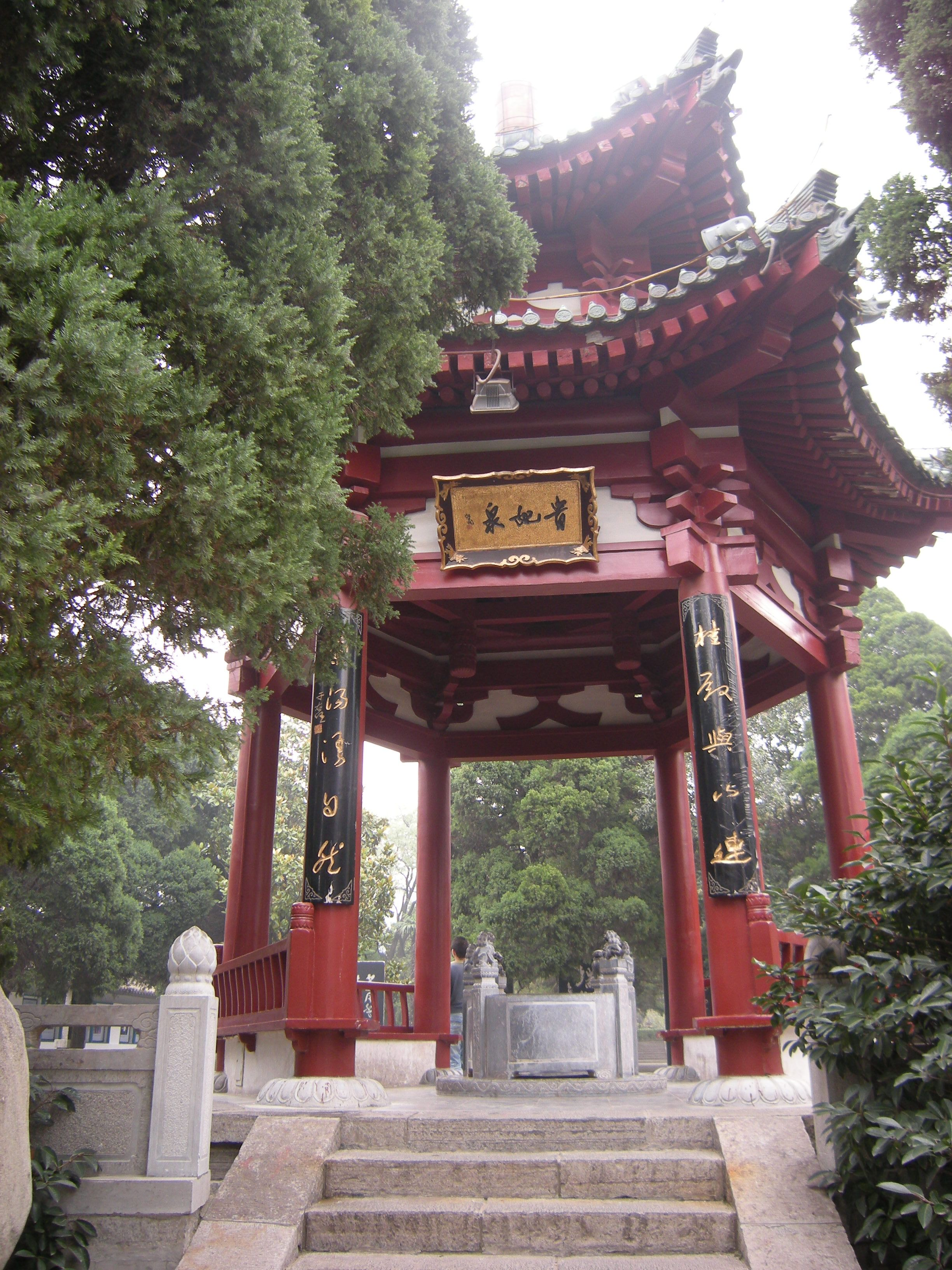
Manantial Guifei ('El Manantial de la Dama').
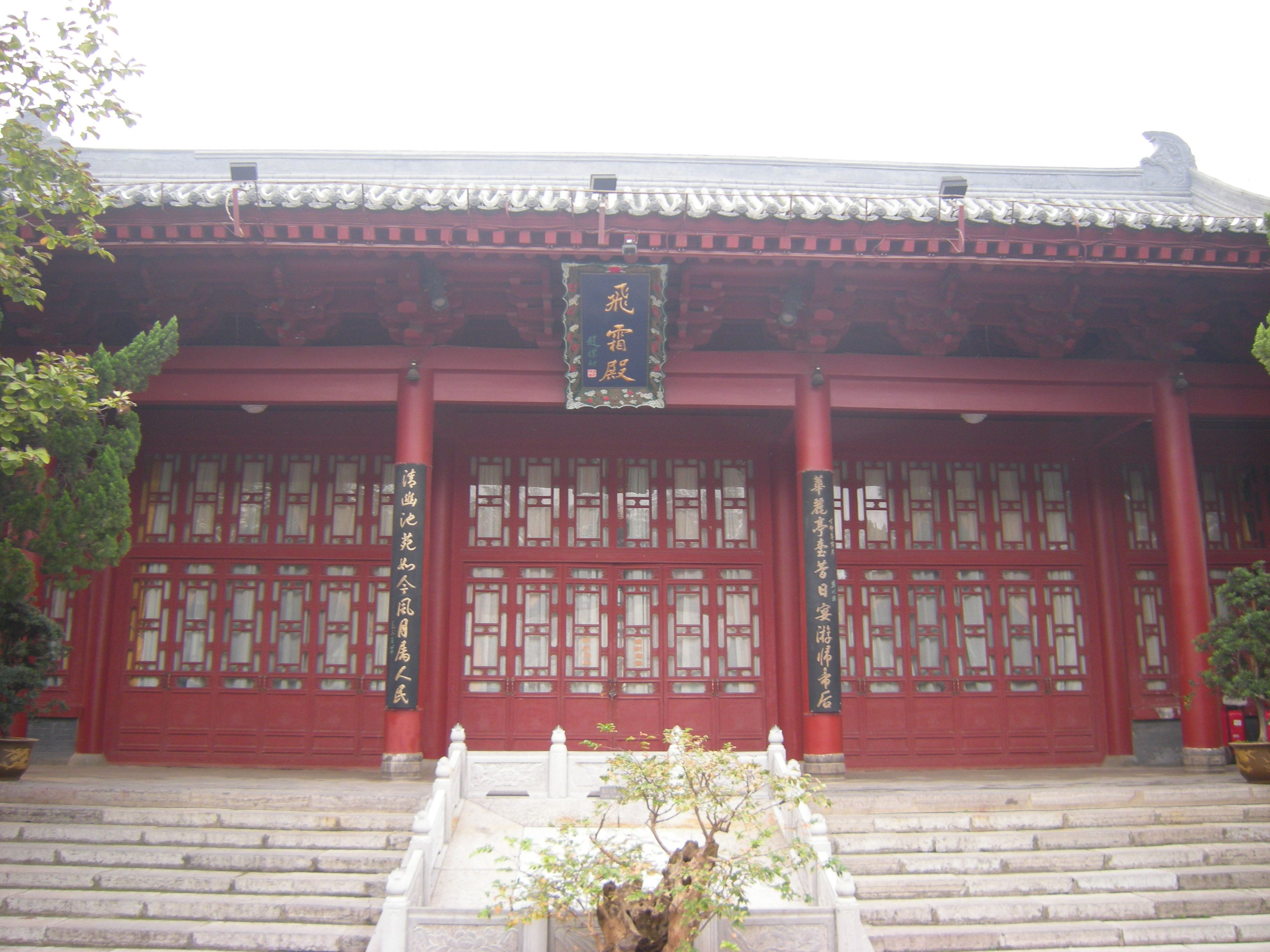
Salón Feishuang ('Salón de la Escarcha a la Deriva').
Uno de los murales modernos de la piscina de Huaqing.
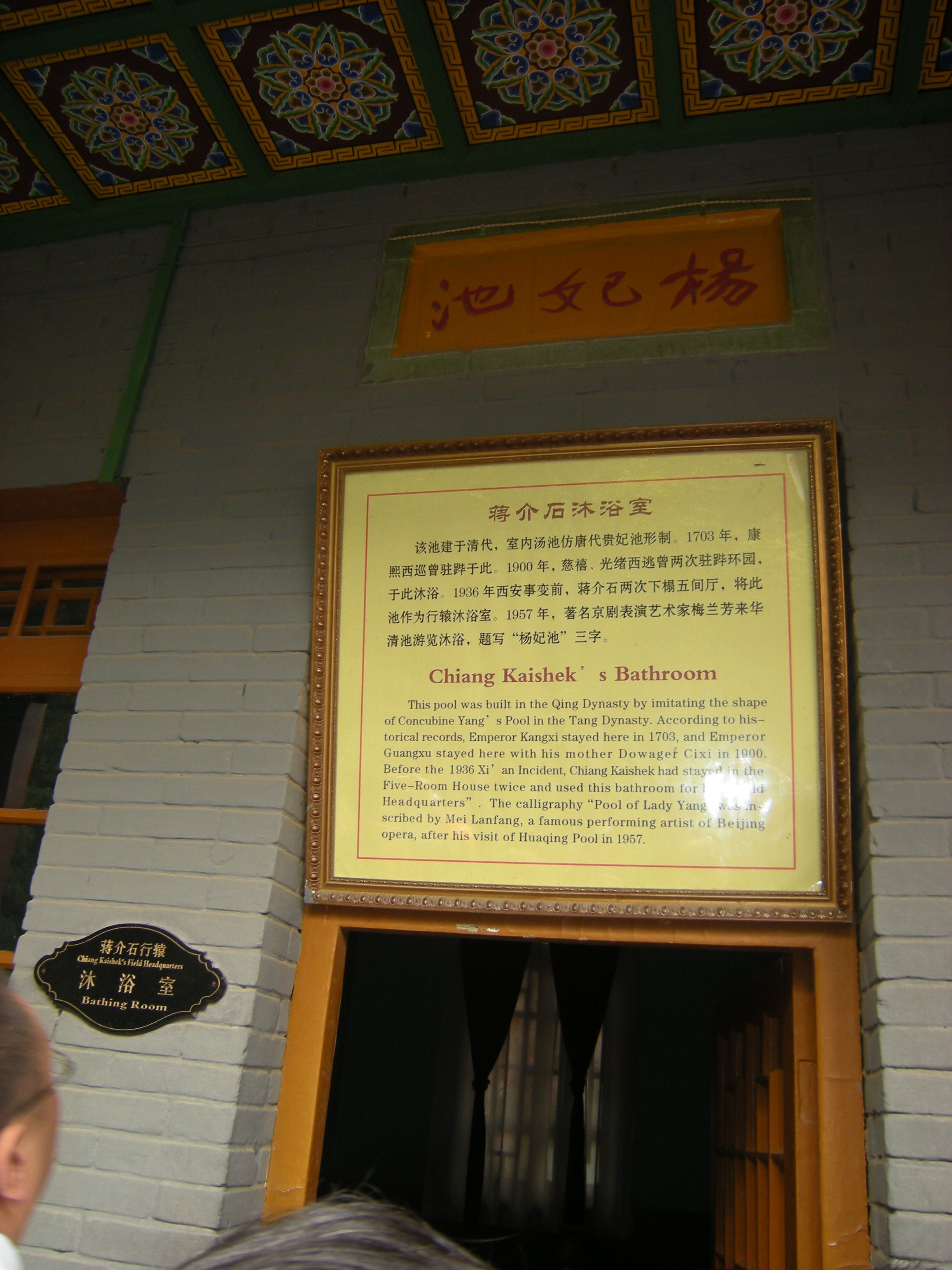
Entrada a la "Piscina de la dama Yang", una versión reconstruida durante la dinastía Qing, utilizada más tarde por Chiang Kai-shek.
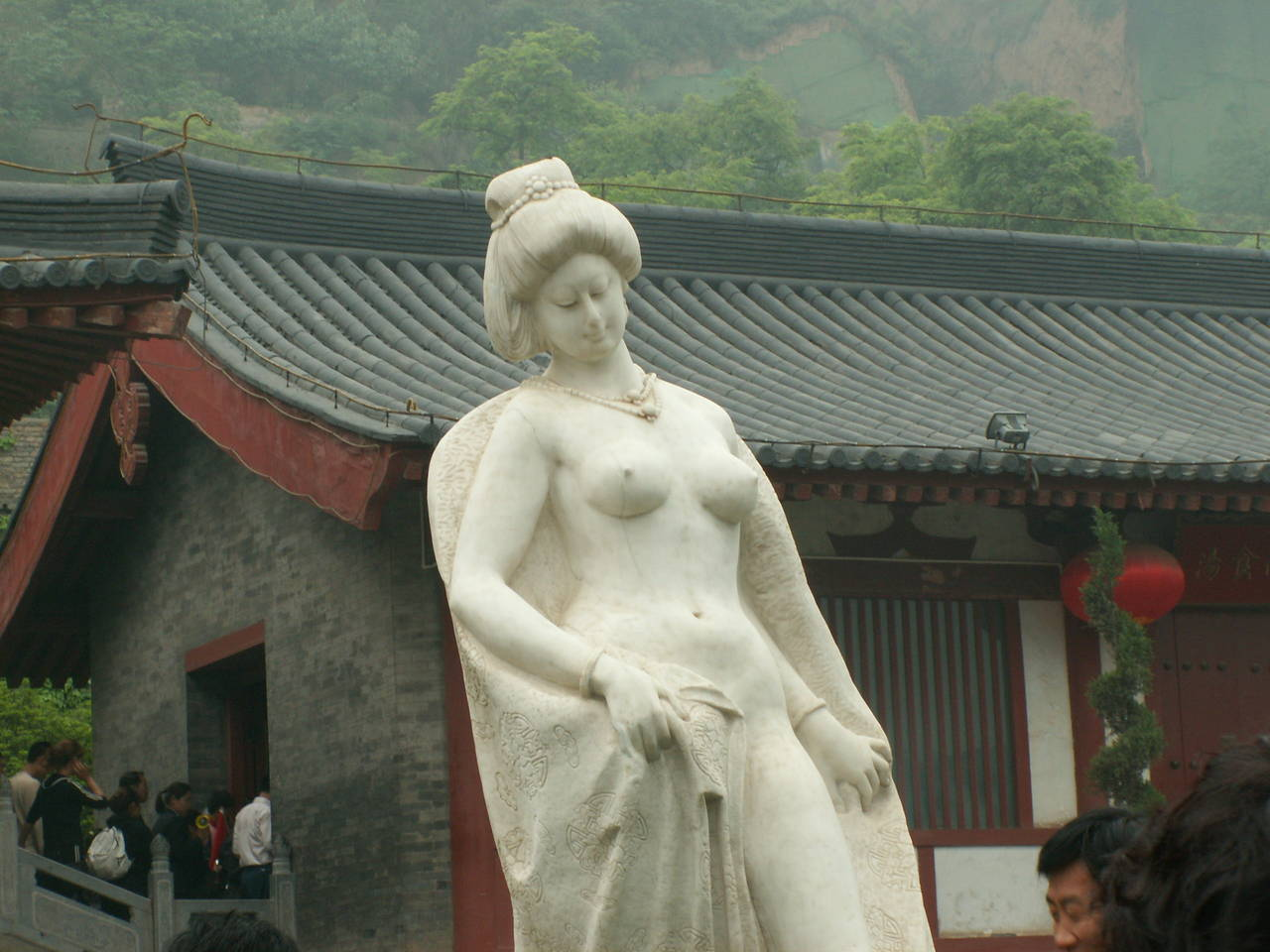
Estatua de la Dama Yang Guifei saliendo del baño, más cerca.